# الدوري الياباني الدرجة الثانية
دوري الدرجة الثانية الياباني (باليابانية: Jリーグ・ディビジョン2) ، هي دوري الدرجة الثانية لأهم أقوى الدوريات المحلية في قارة آسيا، أسست سنة 1999م، تشارك في الدوري الدرجة الثانية باليابان نحو 22 فريقاً من جميع أنحاء اليابان، ويتأهل الفائز بالدوري ووصيفه لدوري الدرجة الأولى الياباني، بينما يقبع المركز الأخير لدوري الدرجة الثالثة وقبل الأخير يخوض تصفيات بقاء الدرجة الثانية.